# Mickaël Tavares
Mickaël Zidro Tavares (* 25. Oktober 1982 in Villeneuve-Saint-Georges) ist ein ehemaliger Fußballspieler französischer, senegalesischer und kapverdischer Nationalität. Er ist der Sohn des ehemaligen senegalesischen Nationalspielers Tony Tavares.

## Vereinskarriere
Tavares begann seine Karriere bei US Créteil. 2000 wechselte er zum portugiesischen Verein FC Alverca. Nach zwei Jahren kehrte er nach Frankreich zurück und wurde vom SC Abbeville verpflichtet. Dort blieb er eine Saison und verbrachte die nächsten beiden Jahre beim FC Nantes, bei dem er aber nur in der B-Mannschaft eingesetzt wurde. 2005 ging der Mittelfeldspieler zum FC Tours und stieg mit diesem ein Jahr später in die Ligue 2 auf.
Im Juli 2007 wurde er zunächst von Slavia Prag getestet und unterschrieb nach einer Woche in der tschechischen Hauptstadt einen Zweijahresvertrag mit Option auf ein weiteres Jahr.
Im Januar 2009 wechselte Tavares zum Hamburger SV. Dort konnte er sich nicht durchsetzen und gehörte unter Trainer Bruno Labbadia zunächst der B-Mannschaft an, nachdem er in der Saison zuvor von Trainer Martin Jol noch regelmäßig eingesetzt worden war. Am 24. Januar 2010 wurde Tavares daher bis zum Saisonende an den 1. FC Nürnberg verliehen. Obwohl Tavares die Defensive des FCN verstärken konnte, kam er gegen Ende der Saison zugunsten einer offensiveren Aufstellung nur noch selten zum Einsatz. Nach elf Spielen und einem Tor für Nürnberg spielte Tavares am Saisonende in Trainer Dieter Heckings Planungen keine Rolle mehr. Somit kehrt er zur Saison 2010/11 zum Hamburger SV zurück. Weil er auch in der Kaderplanung von Armin Veh keine Rolle spielen sollte, wurde er für eine Saison an den FC Middlesbrough ausgeliehen. Nach seiner Rückkehr sollte Tavares den Verein verlassen. Da er in der Transferperiode im Sommer 2011 aber keinen neuen Verein fand, trainierte Tavares bis zum Auslaufen seines Vertrages am 30. Juni 2012 mit der zweiten Mannschaft des HSV.
Anfang Oktober 2012 verpflichtete der FC Fulham Tavares. Er unterschrieb einen Vertrag bis Jahresende. Er traf dort auf Trainer Martin Jol, unter dem er beim HSV gespielt hatte. Während seiner Zeit in London kam er nur in der U-21 zum Einsatz.
Mitte März 2013 absolvierte Tavares ein Probetraining beim Zweitligisten FC Energie Cottbus, unterschrieb dann aber im August einen Vertrag bei RKC Waalwijk.
Nach einer halbjährigen Tätigkeit beim FK Mladá Boleslav, wurde Tavares im Januar 2015 vom Sydney FC verpflichtet. Im Sommer 2016 wechselte er innerhalb Australiens zu Central Coast Mariners. Diese verließ er nach einer Saison wieder und war fortan zunächst vereinslos. Zu Beginn des Jahres 2018 wurde er bis Ende der Saison von US Sénart-Moissy verpflichtet. Im Anschluss beendete er seine Karriere.

## Nationalmannschaftskarriere
Bei einem Freundschaftsspiel gegen Luxemburg wurde Tavares im Juni 2008 in die Nationalmannschaft der Kap Verden berufen, kam jedoch nicht zum Einsatz.
Im Mai 2009 erklärte Tony Tavares, sein Sohn habe sich dafür entschieden, zukünftig für die senegalesische Nationalmannschaft auflaufen zu wollen.

## Sonstiges
Seine Cousins Jacques Faty und Ricardo Faty sind ebenfalls Fußballprofis.